# Viktor Segerstedt
Viktor Emanuel Segerstedt, född 17 januari 1878 i Nederluleå församling, Norrbottens län, död 16 november 1963 i Västerås domkyrkoförsamling, var en svensk arkitekt.
Han genomgick lantmannaavdelningen vid Bodens folkhögskola och åren 1892–1902 tjänstgjorde han vid byggnadskontoret i Boden. Segerstedt utexaminerades från Chalmers tekniska läroanstalt 1906 och från Kungliga Konsthögskolan 1907, varefter han praktiserade utomlands och vikarierade som lärare vid Bodens folkhögskola samt förestod  den Sunnerdahlska skolan i två år. Han bedrev egen arkitektverksamhet i Västerås 1911–1945 där han framförallt specialiserade sig på kyrkobyggnader, skolor och privatvillor. Han var ledamot av Västerås domkyrkoförsamlings och samfällda kyrkorådet, av kyrkofullmäktige, ordförande i boställsstyrelsen samt ledamot av detaljplanerådet och taxeringsnämnden.

## Verk i urval

### Västerås
- Betonghuset, Biskopsgatan 7, 1913
- Villa Vretgärden, kvarteret Bengt 7, Blåsbo, 1915 i Västerås.
- Hammarbyskolan, Västerås 1916.
- Byggnad för Lantmännens Tryckeriförening och Västmanlands nyheter vid Skomakargatan
- Ombyggnad av Stora gatan 48, 1915
- Riddargården, Blåsbogatan 3 (före detta Folkets hus) 1921, ombyggnad
- Villa i kvarteret Olga 10, Stallhagen, 1935.
- Funkisvilla på Blåsbo 1936 med flera
- Affärs- och bostadshus, Smedjegatan 8, 1937, Vasagatan 24, 1947 med flera
- Bostadshus, Hållgatan 1939
- Västmanlands Allehanda, Kopparbergsvägen 1938
- Rocklunda gård 1943
- Rönnby gård 1939–1945, ombyggnad
- Restaurering av Soldathemmet (Soldatkyrkan) 1941.
- Mälarborg, kvarteret Karolina 1, Västermalm i Västerås.

### Övriga Sverige
- Salaposten, Sala 1938, om- och tillbyggnad.
- Stadshotellet, Sala 1945, tillbyggnad.
- Arboga prostgård 1938, ombyggnad.
- Byggnader i Kolbäck: Prästgård och Skola samt Godsägare Erikssons herrgård.
- Fellingsbro folkhögskola 1915.
- Lundby skola 1915.
- Kolonihem: Lindesberg (vid sjön Usken), Västmanland 1941, Mårdshyttan, Västmanland samt Hagbyn, Karbenning, Västmanland 1948, ombyggnad.
- Provinsialläkarbostad 1927 och restaurering av prästgård 1930 i Ramnäs, Västmanland samt ombyggnad 1948.
- Restaureringar av ett flertal kyrkor, bland andra Simtuna kyrka, Västmanland 1954 och Kärrbo kyrka, Västmanland 1956.